# Nathan Hale

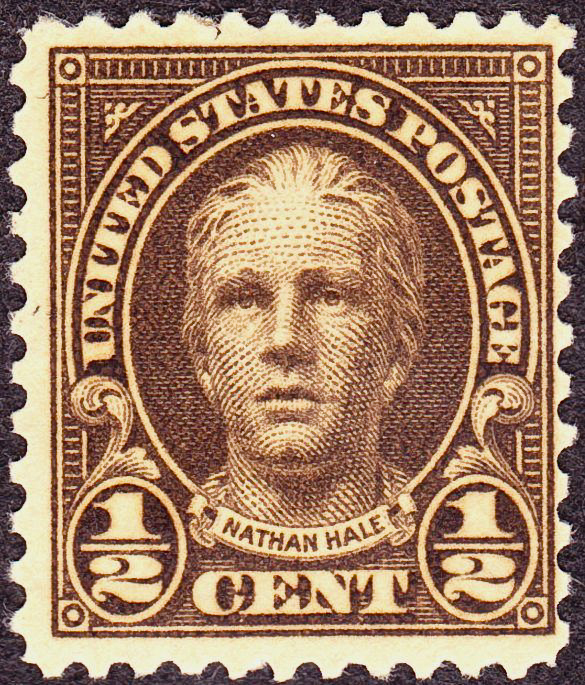
Wizerunek Hale'a na znaczku amerykańskim z początku 1925 r.

Nathan Hale (ur. 6 czerwca 1755 w Coventry, zm. 22 września 1776 w Nowym Jorku) – amerykański kapitan w Armii Kontynentalnej podczas Wojny o niepodległość Stanów Zjednoczonych i jeden z oficerów Patriotów, a także bohater narodowy USA i pierwszy szpieg Ameryki. 

## Życiorys

### Wczesne życie
Był synem Elizabeth Strong i Richarda Hale’a, purytanów z miasteczka Coventry w Connecticut. Miał jedenaścioro rodzeństwa, z czego dwoje nie dożyło wieku dorosłego. Uczył się w college’u Yale w New Haven, gdzie poznał Jamesa Hillhouse'a, Benjamin Tallmadge'a i Williama Hulla, którzy później mieli przyczynić się do jego kariery wojskowej. W szkole wykazywał talent sportowy (jego rekordowy skok w dal został pobity dopiero w XIX wieku), ale także zamiłowanie do literatury i zacięcie liryczne. Lubił pisać wiersze. Należał do Linonian Society od 1770 roku, przez większą część czasu będąc skrybą, potem sekretarzem i na krótko kanclerzem. Był współtwórcą Biblioteki Linonian i razem z Benjaminem Tallmadge’em umieścił w niej m.in. Iliadę Homera. Po ukończeniu edukacji w 1773 roku przeniósł się na krótko do Moodus w East Haddam i w końcu do Nowego Londynu, gdzie został aż do wybuchu wojny i pełnił rolę nauczyciela.  

### Wybuch rewolucji
W 1775 roku, kiedy Wojna o niepodległość się zaczęła, wstąpił do milicji Connecticut i został mianowany na porucznika kilka miesięcy później. 4 lipca 1775 roku otrzymał list od Benjamina Tallmadge’a, którego treść zainspirowała go do wzięcia udziału w „prawdziwej” wojnie i wstąpienia do Armii Kontynentalnej, rezygnując przy tym z nauczania w Nowym Londynie. Tallmadge widział oblężenie Bostonu, lecz pozostał bezczynny jeszcze przez rok. Sam Hale dołączył do 7. Pułku Connecticut pod dowództwem pułkownika Charlesa Webba ze Stamford w roli pierwszego porucznika. Szybko awansował na kapitana. Wziął udział w przegranej bitwie na Long Island i należał do elitarnej grupy żołnierzy nazywanej Rangersami Knowltona. We wrześniu, po stracie Nowego Jorku, Washington rozpaczliwie potrzebował człowieka, który w roli szpiega wsiąknąłby do oddziałów brytyjskich. Hale zgłosił się jako jedyny ochotnik.

### Misja szpiegowska i śmierć
Hale został przewieziony na terytorium wroga 12 września 1776 roku jako holenderski nauczyciel chcący przyłączyć się do wojny na rzecz króla Jerzego III. Nie wiedział, że w międzyczasie Armia Kontynentalna przeniosła się w głąb wyspy Manhattan zepchnięta tam przez wojska brytyjskie. Sam Nathan został przechwycony przez Roberta Rogersa dopiero w okolicach dwudziestego września z winy własnej nierozwagi. Przebywał w tawernie, kiedy wszedł do niej Rogers, twierdząc, że jest patriotą, a Hale uwierzył mu, prawdopodobnie mówiąc o swojej misji. Kolejnego dnia uwięziono go i zawieziono pod oblicze brytyjskiego generała o nazwisku William Howe, który skazał go na karę śmierci przez powieszenie.
Nathan Hale dopełnił żywota 22 września 1776 roku, mając tylko 21 lat. Znane są jego ostatnie słowa: Żałuję jedynie, że mam tylko jedno życie, które mogę poświęcić dla mojego kraju, lecz on sam prawdopodobnie nigdy ich nie wypowiedział i zostały zmyślone przez Williama Hulla, przyjaciela z armii. 
W Stanach Zjednoczonych postawiono mu wiele pomników. Jego nazwiskiem nazwano jeden z amerykańskich okrętów podwodnych.